# Pilosocereus flavipulvinatus
Pilosocereus flavipulvinatus ist eine Pflanzenart in der Gattung Pilosocereus aus der Familie der Kakteengewächse (Cactaceae). Das Artepitheton flavipulvinatus bedeutet ‚mit gelben Polstern‘.

## Beschreibung
Pilosocereus flavipulvinatus wächst baumförmig mit einem deutlichen Stamm, ist wenig verzweigt und erreicht Wuchshöhen von 2 bis 8 Metern. Die aufrechten bis schief stehenden, oft an der Umgebungsvegetation angelehnten Triebe sind olivgrün, an der Spitze glauk und weisen Durchmesser von 3 bis 9,5 Zentimetern auf. Es sind 6 bis 9 Rippen vorhanden, die schiefe Querfurchen aufweisen. Die auf gerundeten Vorsprüngen befindlichen Areolen sind gelblich filzig. Die durchscheinenden, aufsteigenden Dornen sind anfangs hellgelb und vergrauen später. Von den 3 bis 5 abstehenden und 1,5 bis 3 Zentimeter langen Mitteldornen ist der unterste am längsten. Die ausgebreiteten 12 bis 15 Randdornen sind 5 bis 14 Millimeter lang. Ein blühfähiger Teil der Triebe ist nicht ausgeprägt.
Die trichterförmigen Blüten erscheinen auf 2 bis 4 Rippen in der Nähe der Triebspitze. Sie sind 5,8 bis 6 Zentimeter lang und erreichen Durchmesser von 3,5 bis 3,7 Zentimeter. Die niedergedrückt kugelförmigen Früchte weisen Durchmesser von 3 bis 3,5 Zentimetern auf, reißen seitlich auf und enthalten ein magentafarbenes Fruchtfleisch.

## Verbreitung, Systematik und Gefährdung
Pilosocereus flavipulvinatus ist in Brasilien im Grenzgebiet der Bundesstaaten Piauí und Maranhão sowie im Nordosten des Bundesstaates Tocantins in Höhenlagen von 120 bis 200 Metern verbreitet, wo sie in der dichten Caatinga-Vegetation wächst.
Die Erstbeschreibung als Pseudopilocereus flavipulvinatus wurde 1979 von Albert Frederik Hendrik Buining und Arnold J. Brederoo (1917–1999) veröffentlicht. Friedrich Ritter stellte die Art 1980 in die Gattung Pilosocereus.
In der Roten Liste gefährdeter Arten der IUCN wird die Art als „Least Concern (LC)“, d. h. als nicht gefährdet geführt.

## Nachweise